# Maccabi Rishon LeZion (basket-ball)
Maillots
Le Maccabi Rishon LeZion est un club israélien de basket-ball évoluant en deuxième division, la Liga Leumit. Le club, section du club omnisports du même nom, est basé dans la ville de Rishon LeZion.

## Historique
Fondé en 1976, le club évolue dans la première division israélienne depuis 1989. Il est champion d'Israël en 2016, trois fois vice-champion (en 1991, 2019 et 2020) et perd six fois en demi-finale (en 1992, 2006, 2011, 2012, 2015, 2017). De plus, le club est trois fois finaliste de la coupe israélienne , (en 1992, 2012 et 2019) et perd 6 fois en demi-finale (1991, 2000, 2005, 2014, 2016 et 2020). Il a participé durant quelques années à la coupe Korać, deux fois à la ligue des champions et une fois à l'Eurocoupe.

## Palmarès

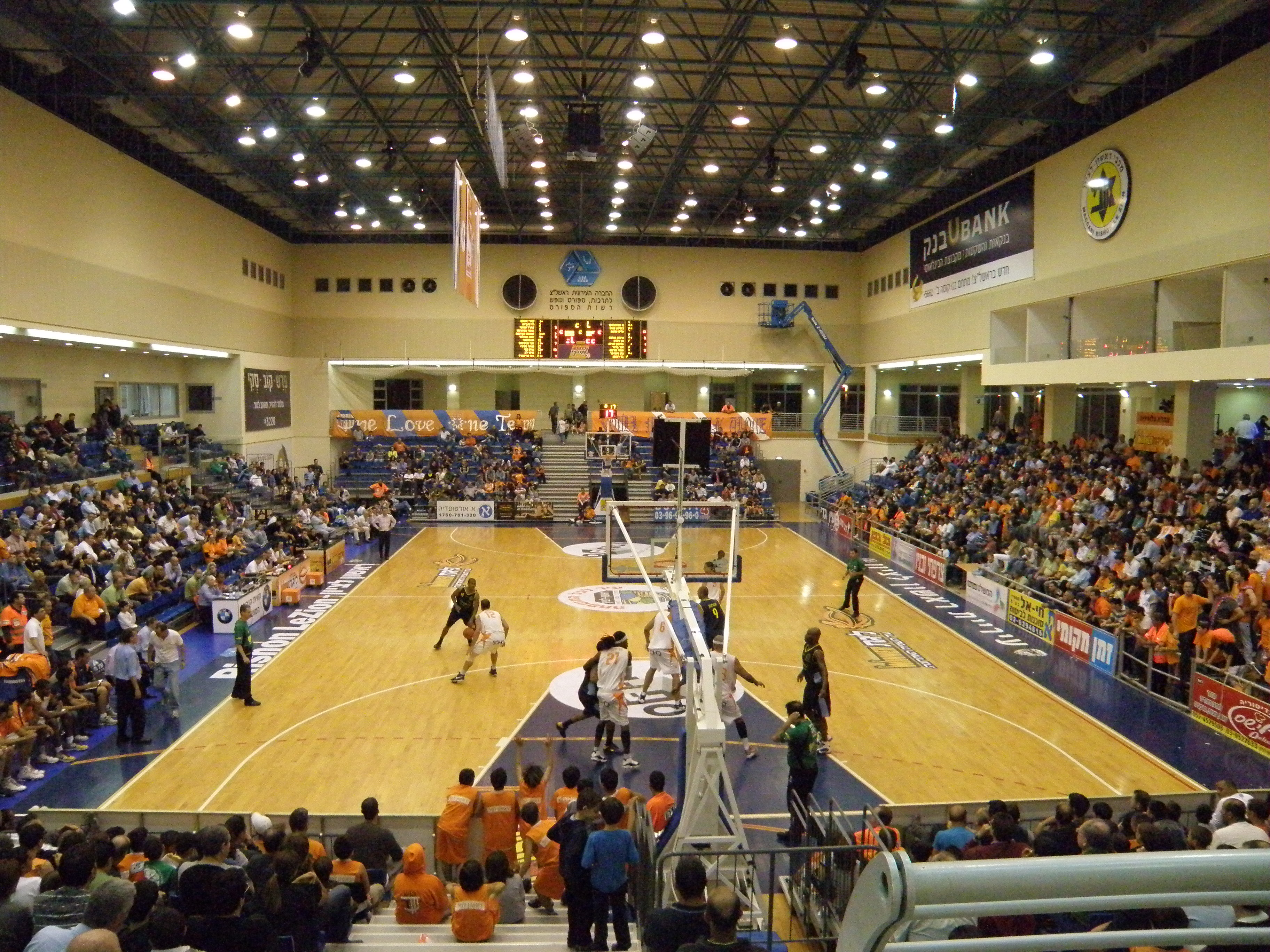
L'équipe durant un match contre le Maccabi Ironi Ramat Gan en 2010

- Champion d'Israël en 2016

## Entraîneurs
- 1993-1994 :  Pini Gershon
- 1997-1998 :  Pini Gershon
- 2009-2010 :  Jayson Wells
- 2018-2021 :  Guy Goodes

## Joueurs célèbres ou marquants
- Miki Berkovich
- Afik Nissim
- Cedrick Banks
- Kevin Magee
- Derwin Kitchen
- Dennis Hopson
- Malik Dixon
- Tasmin Mitchell
- Adrian Uter
- Rowan Barrett
- Doron Jamchy
- Shawn Dawson
- Darryl Monroe